# Кременчугская кондитерская фабрика
Кременчугская кондитерская фабрика (укр. Кременчуцька кондитерська фабрика) — кондитерское предприятие в городе Кременчуг Полтавской области, с 2000 года входящее в состав корпорации «Рошен».

## История
Фабрика была основана в 1898 году предпринимателем П. Поддерегиным. После Октябрьской революции, в 1925 году, на её базе было создано государственное предприятие с объёмом производства до 140 тонн продукции в год. В советское время фабрика называлась «Кременчугская кондитерская фабрика им. XXV съезда КПСС». К 1990 году производительность фабрики составляла до 24 тыс. тонн кондитерских изделий в год.
После распада СССР, в 2000 году, Кременчугская кондитерская фабрика вошла в корпорацию «Рошен». В том же году на ней была установлена немецкая высокопроизводительная карамельная линия, не имеющая аналогов в Украине.
Кременчугская кондитерская фабрика «ROSHEN» сертифицирована в соответствии с требованиями международных стандартов качества ISO 9001:2000, ISO 22000:2005 и IFS.

## Продукция
С февраля 2001 года предприятие начало выпуск оригинальной леденцовой карамели серии «Рошен», «Шипучка», «Норд», «Вит». В апреле 2003 года на фабрике начато производство двух новых видов карамели — сливочной карамели «Капри» и сливочно-фруктовой карамели «Малибу». В 2004 году ассортимент пополнился новым видом карамели — «Эклер» (с шоколадной начинкой), а в 2005 году — карамелью «Молочная капля» (с молочной начинкой). В 2007 году был запущен в производство новый «Эклер» с молочной начинкой.
В 2006 году выпущены новые виды продукции: карамель «Цитрусовый микс» и «Фитоактив». Леденцовая карамель «Цитрусовый микс» имеет три разных вкуса и оригинальную форму в виде цитрусового ломтика. Леденцовая карамель «Фитоактив» выпускается с четырьмя разными вкусами, но ей присущи оздоровительные свойства, так как в её состав входят натуральные экстракты растений алоэ древовидного, эхинацеи пурпурной, женьшеня и имбиря.